# بياتريس مارتن
بياتريس مارتن (بالفرنسية: Béatrice Martin)‏ هي عالمة موسيقى فرنسية، ولدت في 1973 في آنسي في فرنسا.